# Vilde Frang

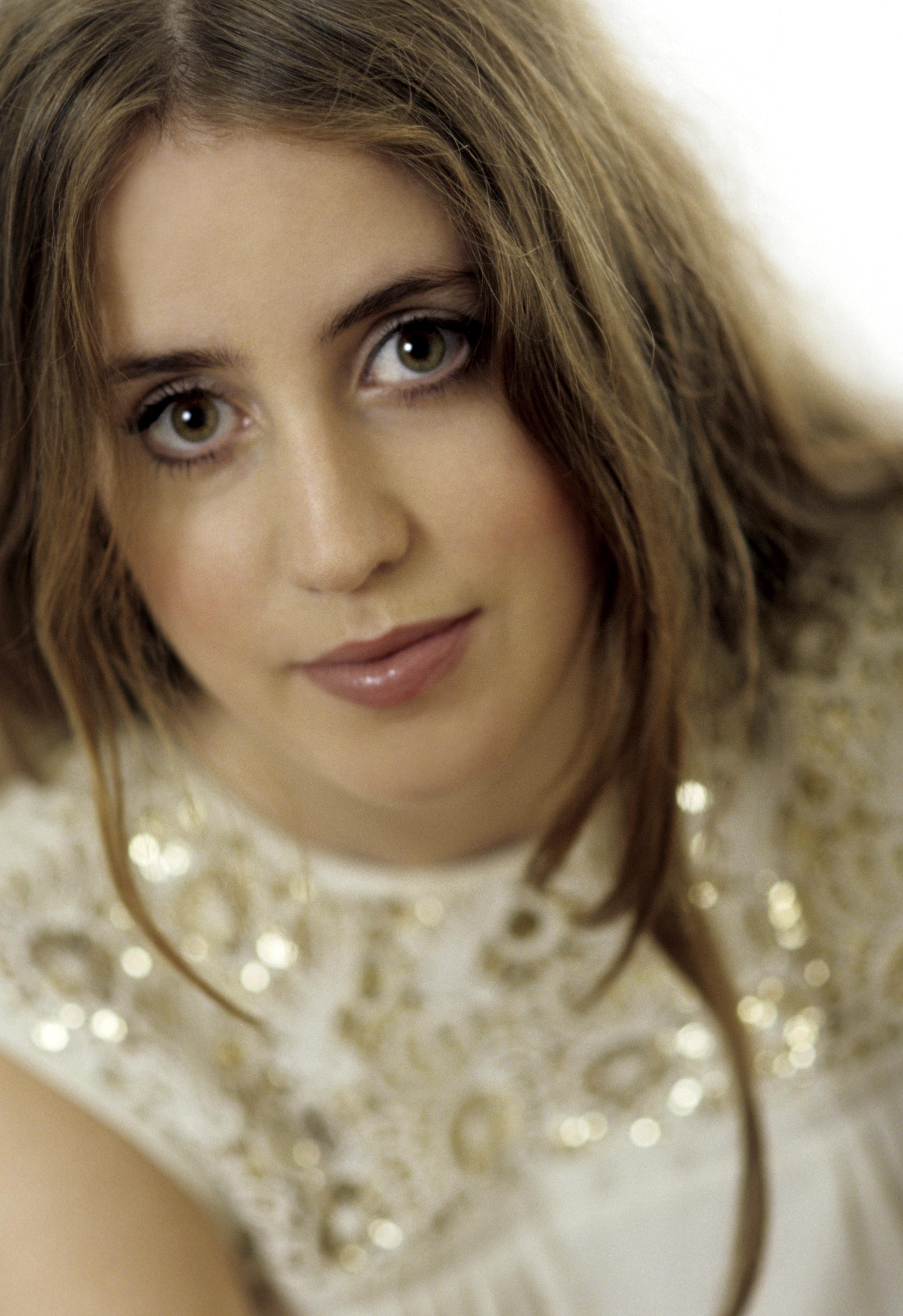
Vilde Frang (2010)

Vilde Frang (* 19. August 1986 in Oslo; bürgerlicher Name Vilde Frang Bjærke) ist eine norwegische Geigerin und Musikpädagogin. 

## Ausbildung
Vilde Frang wurde in Oslo geboren und begann mit dem Geigenspiel im Alter von 4 Jahren nach der Suzuki-Methode. Von 1993 bis 2002 widmete sie sich dem Geigenstudium am Barratt-Due-Musikinstitut in Oslo bei Stephan Barratt-Due, Alf Richard Kraggerud und Henning Kraggerud.
Ihr erstes öffentliches solistisches Konzert gab Frang mit 10 Jahren zusammen mit dem Norwegischen Rundfunkorchester. Im Jahr 1998 wurde sie Anne-Sophie Mutter vorgestellt, die ihre Mentorin wurde und ihr später ein sechsjähriges Stipendium des Freundeskreises Anne-Sophie Mutter Stiftung ermöglichte.
Im Alter von 12 Jahren engagierte Mariss Jansons sie 1999 als Solistin mit dem Osloer Philharmonischen Orchester.
Von 2003 bis 2009 setzte Frang ihre Studien in Deutschland fort. Sie studierte an der Hochschule für Musik und Theater Hamburg bei Kolja Blacher und an der Kronberg Academy bei Ana Chumachenco.

## Karriere
Frangs Debüt mit dem London Philharmonic Orchestra im Jahr 2007 führte zu einem erneuten Engagement in der darauffolgenden Saison, unter Vladimir Jurowski an der Royal Festival Hall.
Im Jahr 2008 unterschrieb Vilde Frang einen Exklusiv-Plattenvertrag bei EMI Classics. Ihr Debütalbum wurde 2009 veröffentlicht, woraufhin sie 2010 zur EMI-Classics-Nachwuchskünstlerin des Jahres gekürt wurde. Ihre Aufnahmen für EMI/Warner Classics sind mit einem Classical BRIT, dem Deutschen Schallplattenpreis, dem ECHO Klassik, dem Edison Klassiek Award, dem Diapason d’or und mit dem „Editor’s Choice“ des Gramophone-Magazins ausgezeichnet.
Frang gewann den mit 75.000 Schweizer Franken dotierten Credit Suisse Young Artist Award 2012. Mit diesem Preis war ein Konzert mit den Wiener Philharmonikern unter der Leitung von Bernard Haitink während des Lucerne Festivals verbunden.
2013 debütierte sie bei den London Proms zusammen mit dem BBC Philharmonic Orchestra unter John Storgards in der Royal Albert Hall.
Von der Saison 2012/13 bis 2014/15 war Vilde Frang Künstlerin der Reihe „Junge Wilde“ am Konzerthaus Dortmund.
Frang gab Konzerte mit dem Mahler Chamber Orchestra, dem BBC Symphony Orchestra, dem Philharmonia Orchestra, dem Liverpool Philharmonic, dem Gewandhausorchester Leipzig, dem Deutschen Symphonie-Orchester Berlin, dem Symphonieorchester des Bayerischen Rundfunks, dem Orchestre de Paris, dem Orchestre Philharmonique de Radio France, dem Tonhalle-Orchester Zürich, den St. Petersburger Philharmonikern, der Washington National Symphony, der Seattle Symphony, dem Toronto Symphony Orchestra, dem Sydney Symphony Orchestra und dem NHK-Sinfonieorchester in Tokio, unter Dirigenten wie Vladimir Ashkenazy, Daniel Harding, Krzysztof Urbański, Andrés Orozco-Estrada, Paavo Järvi, Kent Nagano, Iván Fischer, Mariss Jansons, Neeme Järvi, David Zinman, Esa-Pekka Salonen und Herbert Blomstedt.
Als Solistin und im Recital mit ihrem Duopartner Michail Lifits trat sie in renommierten Sälen wie dem Concertgebouw Amsterdam, der Tonhalle Zürich, dem Wiener Musikverein, der Wigmore Hall London und der Carnegie Hall New York auf, sowie in der Salle Pleyel Paris, der Tchaikovsky Hall Moscow, und dem Palais des Beaux-Arts in Brüssel.
Frang war Gast bei Festivals in Salzburg, Verbier, Gstaad, Luzern, Utrecht, Mecklenburg-Vorpommern, im Rheingau, in Lockenhaus, bei den London Proms sowie beim Prague Spring Music Festival und dem George Enescu Festival in Bukarest.
Am 1. Mai 2016 debütierte Vilde Frang bei den Berliner Philharmonikern unter Sir Simon Rattle. In Røros, Norwegen, spielte sie beim Europa-Konzert das Violinkonzert von Felix Mendelssohn Bartholdy.
Zu ihren musikalischen Partnern zählen Gidon Kremer, Yuri Bashmet, Martha Argerich, Leif Ove Andsnes, Truls Mørk, Nicolas Altstaedt, Nils Mönkemeyer, Sol Gabetta, Janine Jansen, Julian Rachlin und Maxim Vengerov.
Frang ist seit 2013 Inhaberin einer Professur an der Norwegischen Musikhochschule. 2020 wurde sie außerdem als Mitglied des künstlerischen Beirats des Osloer Kammermusikfestivals berufen. Vilde Frang spielte bis 2021 eine Violine von Jean-Baptiste Vuillaume aus dem Jahr 1864, eine Leihgabe der Anne-Sophie Mutter-Stiftung, seit 2021 die 1734 gebaute 'Rode' von Guarneri del Gesù. 2023 wirkte Frang beim belgischen B’Rock Orchestra in Dortmund mit.

## Filmografie (Auswahl)
- 2012: Skavlan (Fernsehserie, 1 Folge 8x01)
- 2013: Lindmo (Fernsehserie, 1 Folge 3x10)
- 2016: Kulturjournal (Fernsehserie, 1 Folge von August 2016)
- 2021: Mikko Franck dirigiert Rachmaninow und Strawinsky (Mikko Franck dirige Rachmaninov et Stravinsky)

## Auszeichnungen (Auswahl)
- 2003: Léonie Sonnings Talentpreis[14]
- 2007: Preis der Ritter-Stiftung
- 2007: Stipendium der Borletti-Buitoni Trust-Stiftung[5]
- 2007: Prins Eugens Kulturpris
- 2008: Norsk Solistpris
- 2010: Statoil talentstipend (Nachwuchspreis, mit 1 Mio. norwegischen Kronen dotiert)
- 2011: ECHO Klassik – beste Nachwuchskünstlerin (Violine)[15]
- 2011: WEMAG-Solistenpreis
- 2011: Newcomer Award beim Classical BRIT-Wettbewerb
- 2012: Crédit Suisse Young Artist Award[9]
- 2013: ECHO Klassik, Konzerteinspielung des Jahres[15]
- 2015: ECHO Klassik, Konzerteinspielung des Jahres[16]
- 2016: ECHO Klassik, Konzerteinspielung des Jahres
- 2016: Gramophone Classical Music Award

## Diskografie
- 2010: mit Thomas Søndergård & WDR Sinfonieorchester Köln: Sibelius & Prokofiev: Violinkonzerte, EMI Classics
- 2011: mit Michail Lifits: Violin Sonatas – Grieg, Bartók, Strauss, EMI Classics
- 2012: mit Eivind Gullberg Jensen & Danish RSO: Violinkonzerte – Carl Nielsen op. 33 & Pjotr Iljitsch Tschaikowski D-dur op. 35, EMI Classics
- 2015: mit Jonathan Cohen, Maxim Rysanow & Arcangelo: Mozart Violinkonzerte 1 & 5, Sinfonia Concertante, Warner Classics
- 2016: mit James Gaffigan & HR-Sinfonieorchester: Korngold & Britten: Violinkonzerte, Warner Classics
- 2017: mit José Gallardo: Homage, Warner Classics
- 2018: mit Mikko Franck & Orchestre Philharmonique de Radio France: Bartok Violinkonzert 1. Mit Erik Schumann, Gabriel Le Magadure, Rosanne Philippens, Lawrence Power, Lily Francis, Nicolas Altstaedt, Jan-Erik Gustafsson: Enescu: Oktett für Streicher, Warner Classics
- 2019: mit Michail Lifits: Paganini & Schubert
- 2022: mit Pekka Kuusisto: Beethoven & Stravinsky: Violin Concertos, Warner Classics